# Jatco FC
Jatco FC (jap. ジヤトコサッカー部 Jatco Sakkā-bu) war ein japanischer Fußballverein aus der östlichen Präfektur Shizuoka rund um die Städte Numazu und Fuji. Er spielte 1997 und 1998 zunächst in der auf der zweiten Stufe der Ligenpyramide angesiedelten Japan Football League und anschließend bis zu seiner Auflösung am Ende der Saison 2003 in der zu dieser Zeit auf der dritten Stufe befindlichen Nachfolgeliga gleichen Namens.

## Geschichte
Der Verein wurde im Jahr 1972 als Firmenmannschaft des Automobilzulieferers Jatco gegründet. Zur Saison 1983 gelang der erstmalige Aufstieg in die Tōkai-Regionalliga, wo sich Jatco allerdings nur eine Spielzeit lang halten konnte. Nach dem erneuten Aufstieg zur Saison 1985 spielte der Verein über weite Strecken Jahr für Jahr um die Meisterschaft in der Tōkai-Regionalliga mit, lediglich 1989 und 1990 erreichte die Mannschaft nicht einen der ersten drei Plätze.
Die Zeit in der Regionalliga war die erfolgreichste Periode von Jatco FC. Unter anderem wurde in diesem Zeitraum viermal die Meisterschaft errungen, in zwei weiteren Saisons gelang jeweils ein zweiter Platz. Höhepunkt war das Double aus Meisterschaft und dem Gewinn der Regionalliga-Finalrunde im Jahr 1996, was gleichbedeutend mit dem Aufstieg in die Japan Football League war.
Nach der Auflösung der Japan Football League am Ende der Saison 1998 war Jatco 1999 Gründungsmitglied der gleichnamigen Nachfolgeliga. Ein Jahr später folgte man der kurzzeitigen Umbenennung des Trägerbetriebs und spielte fortan unter dem Namen Jatco TT FC (für Jatco Trans Technology), gleichzeitig erfolgte ein Wechsel der Vereinsfarben von blau-rot nach grün-orange. Die Namensänderung wurde aber nur zwei Jahre später rückgängig gemacht, nachdem sich fast alle bei der Firma angestellten Spieler trotz des Erreichens des 3. Platzes in der Japan Football League 2001 aus dem Verein zurückzogen und Jatco so gezwungen war, über Nacht ein de-facto-Profiteam aufzubauen, um den Spielbetrieb aufrechterhalten zu können. Dies hielt die Firma nicht lange durch, sodass am Ende der Saison 2003 die Auflösung des Teams erfolgte.
Heute wird die Region um die Städte Numazu und Fuji fußballerisch überregional von azul claro Numazu vertreten, die zur Saison 2014 den Aufstieg in die Japan Football League und zur Saison 2017 den Sprung in die J. League schafften.

## Stadien
Jatco FC trug seine Heimspiele zumeist im Ashitaka-Leichtathletikstadion in Numazu oder im Sportpark der Stadt Fuji aus. Darüber hinaus wurden gelegentlich Stadien in den nahegelegenen Städten Susono und Gotemba genutzt.

## Erfolge
- Tōkai-Regionalliga: 4

1986, 1987, 1994, 1996
- Japanische Fußball-Regionalligen-Finalrunde: 1

1996